# Unisinos FM
Unisinos FM (conhecida também como Unisinos.fm) foi uma rádio brasileira fundada em 10 de novembro de 1995. A rádio, tinha seus estúdios no Campus da Unisinos, em São Leopoldo, e era ouvida na frequência 103.3 FM no Vale dos Sinos e Região Metropolitana de Porto Alegre ou pela internet. Transmitia música e tinha outorga como rádio educativa. Com o fim da Ipanema FM e a mudança na Pop Rock FM, com as quais formava uma tríade nas décadas de 1990 e 2000, passou a ser a única rádio especializada em rock da Grande Porto Alegre.

## História

### Início
A rádio Unisinos FM teve como idealizadores alguns professores do curso de Comunicação Social. Tudo começou com uma rádio interna montada pelo então professor de radiojornalismo Paulo Torino (responsável pela programação) e pelo professor Liceu Piovesan (parte técnica), apoiados pelo então Diretor de Centro, professor Sérgio Farina. Com o tempo diversos alunos se engajaram ao projeto, e anos depois, por acreditar nele, a Universidade locou horário na rádio AM São Leopoldo para que os alunos de jornalismo tivessem a oportunidade de exercitar e colocar em prática as experiências de sala de aula. Esse foi o início da Rádio Unisinos FM 103,3.

### Primeira fase
Com concessão de rádio educativa, por anos a Unisinos FM foi dirigida pelo seu idealizador, professor Paulo Torino. A rádio surgiu com o intuito de tocar Blues, Rock e Jazz, complementado com um bloco de resumo das notícias do Brasil e da região a cada hora. Além da direção de Paulo Torino, nessa época a rádio contava também com Flávio Bernardi (Programador Musical) e equipe de jornalismo formada pelos jornalistas Marcos Santuário, Patrícia Meira (ambos no jornal Correio do Povo), Sibeli Fagundes (hoje na Gaúcha AM), Patrícia Weber (professora de jornalismo da Unisinos) e Aline Marques. Como apresentadores, a rádio contava com José Fernando Cardoso (hoje programador musical da FM Cultura), Luís Henrique Porsche, Marco Mallman, Rafael Cabeleira, Michel Mossmann, Gabriela Kremer Motta, Gabriel Izidoro, entre outros. Destacava-se o programa Freak Show, equivalente ao Lado B, da MTV, guardadas as proporções. Em época de disquetes para armazenar músicas baixadas, internet com conexão discada, o Freak Show, realizado por Porsche e José Fernando, mostrava para os ouvintes, semanalmente, bandas obscuras e os últimos lançamentos do indie rock. Desde esse período, a Unisinos FM tem extensa colaboração de estagiários do curso de jornalismo. Com a mudança dos estúdios de um local mais afastado no campus (ao lado da gráfica da universidade) para o prédio do Centro 3 
(Ciências da Comunicação), a rádio ganhou em estrutura e equipamentos, e adicionou à sua programação musical mais rock alternativo, dando mais espaço às novas tendências e bandas que destacavam no mundo. Foram entrevistados nos estúdios artistas como Rita Lee, Bezerra da Silva e Lobão. Entre as principais coberturas feitas pela rádio nessa fase, destacam-se diversas Feiras do Livro de Porto Alegre, Festival Tordesilhas, Free Jazz, Rock in Rio III, e Mostra Internacional de Cinema do Rio de Janeiro, com destaque para  a repórter Civa Silveira. Entre os operadores de áudio, estavam Luis Henrique Machado, Fabrício "Caverna" e Astronauta Pinguim, hoje com carreira de músico.

### Segunda fase
Em 2003 a Unisinos FM teve uma mudança editorial. Nos lugares de Paulo Torino e Flávio Bernardi assumiram Isaías Porto (Gerente de Conteúdo e Programação) e Paulo Moreira (Programador Musical) e apresentadores com história no rádio, como Kátia Suman (Ipanema FM) e Flavinha Mürr (ex-Pop Rock, hoje coordenando a Rede Atlântida e o Patrola). 
A nova proposta visava maior audiência do público jovem, com mais entretenimento e menos ênfase no jornalismo, e alteração do slogan para "Unisinos FM: É Rock 'N' Roll". Nessa fase também passaram pela rádio os apresentadores Ricardo Padão (ex-Atlântida e Pop Rock), Dani Hillzendeger (Ipanema FM), Leo Felipe (programa Radar da TVE, hoje na Oi FM), além de nomes formados pela própria Universidade, como Tomás Bello e Leandro Vignoli. Em 2003, houve a primeira Festa Unisinos FM, com apresentação de diversas bandas no Ginásio Municipal de São Leopoldo, evento beneficente com ingressos apenas em arrecadação de alimentos não-perecíveis. O evento aconteceu anualmente durante quatro anos, e por ele passaram bandas como Ultramen, Cachorro Grande, Os Replicantes, Autoramas, Acústicos & Valvulados, Defalla, Superguidis, Cartolas, Hollyday Hardcore, entre muitas outras. Outro destaque do período foi o chamado Kombão Do Rock, a unidade móvel estilizada com base no movimento 'flower-power' e que percorria as principais vias da região com serviço e brindes.

### Terceira fase
Após nova mudança ocorrida em 2006, o músico e jornalista Jimi Joe assume o cargo de Gerente de Conteúdo e Programação e Luís Henrique Porsche o de Programador Musical. A rádio volta a um perfil mais alternativo, dando prioridade às novas tendências musicais em sua programação, sem nunca deixar de enaltecer o rock "clássico". O jornalismo também voltou a ser destaque, com entrevistas diárias no programa Blá Blá Blá, com prestação de serviço, dicas culturais e utilidade pública. A atual equipe conta com Rodrigo de Oliveira, Camila Kehl, Juliana Franzon, Dyeison Martins, Venise Borges, Fernanda Fauth, parte técnica com Alberto Valvassori, João Carlos Willers, Cláudio Cunha Santos e o diretor responsável, José Moacir Gomes Pereira. Em 2014 a emissora contrata a Equipe Show de Bola, vinda da Rádio Progresso, de São Leopoldo, que é comandada por Luís Fernando Fracasso.

### Quarta Fase (2015 - 2017)
Em 2015, no ano em que completou 20 anos, a Unisinos FM passou por reformulações na grade de programação, contratou locutores e também focou no digital. A rádio também se prepara para chegar a Porto Alegre, após o aumento de sua potência ser autorizado. Com a novidade, a emissora passará seu alcance de 24 municípios para um total de 42.
Três ex-locutores da Ipanema FM foram integrados ao quadro da Unisinos FM, entre eles, Alemão Vitor Hugo, Juli Baldi e Katia Suman. 

### Quinta Fase (2017 - 2019)
Em 2017, em uma nova reformulação, a rádio contrata o comunicador Porã Bernardes (ex Atlântida, Pop Rock e Ipanema) como diretor de conteúdo e programação. A rádio cresce exponencialmente em mídias sociais e também em ouvintes por minuto. A nova fase culmina com um novo estúdio em Porto Alegre, dentro do novo prédio da universidade na capital. 

### Extinção
Em 04 de junho de 2019, a Unisinos emitu comunicado informando o fim das atividades da Rádio Unisinos FM. Segundo o comunicado divulgado à imprensa, a Unisinos afirmou que "quer garantir o seu foco estratégico na educação superior". Dos sete comunicadores que atuavam na rádio, cinco foram demitidos.
A rádio seguiu tocando uma playlist musical até 10 de outubro de 2019, quando encerrou definitivamente suas transmissões e devolveu a concessão da frequência 103.3 MHz à União. Posteriormente, a partir de abril de 2020, a frequência 103.3 MHz passou a transmitir a programação da ABC FM, pertencente ao Grupo Sinos.